# Howard Barrows

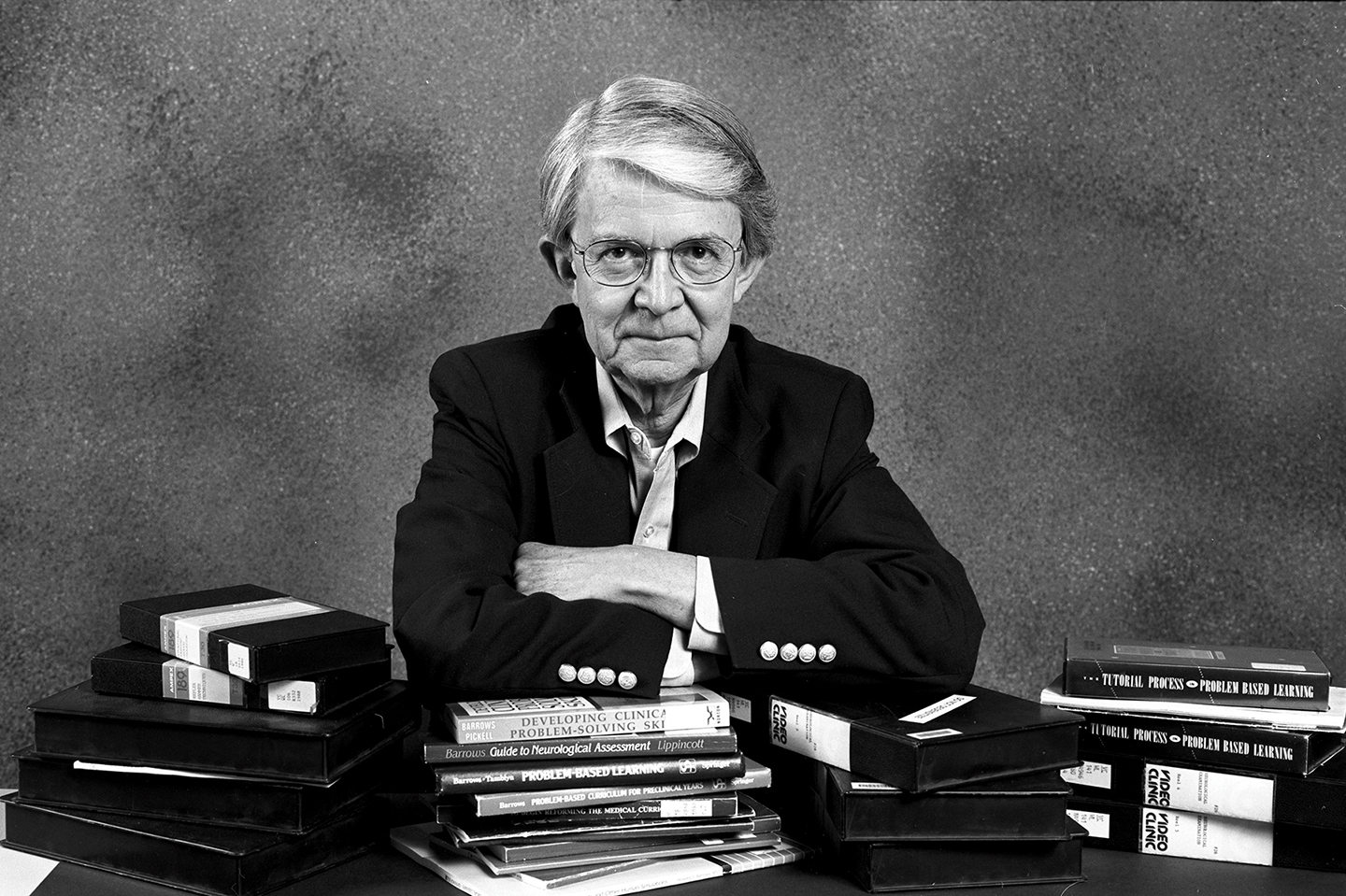

Howard S. Barrows (28 de março de 1928 — 25 de março de 2011) exerceu tanto a medicina como a pedagogia médica.  Foi professor americano emérito na Faculdade de Medicina da Southern Illinois University, onde atuou anteriormente como Reitor associado de assuntos educacionais e presidente de educação médica. Formado em neurologia, Barrows é mais conhecido hoje por suas muitas inovações na educação médica, particularmente no ensino usando Aprendizagem Baseada em Problemas (PBL), desenvolvida enquanto era professor na Faculdade de Medicina da Universidade McMaster, avaliando habilidades clínicas usando pacientes simulados, como se faz hoje na materia de bioquímica clínica, desafiando alunos a simularem diagnósticos e tratametnos para diversos casos clínicos.

## Biografia
Barrows nasceu em Oak Park, Illinois, em 28 de março de 1928 aos 82 anos , faltando apenas dois dias para completar 83 anos) . Frequentou uma faculdade comunitária em San Mateo, Califórnia, e concluiu o bacharelado em Zoologia na Universidade da Califórnia, Berkeley, em 1949. Depois , com bagagem do curso de zoologia que trata de vários animais animais, principalmente os de interesse  comercial, ele cursou medicina na Faculdade de Medicina da Universidade do Sul da Califórnia (USC) e concluiu seu doutorado em medicina em 1953. Ele foi aluno interno no Hospital Lennox Hill, bem próximo aos problemas reais que teria que enfrentar, na cidade de Nova York, e posteriormente serviu por dois anos na Base Aérea de Parks, na Califórnia, já como oficial médico. Barrows retornou à cidade de Nova York em 1957 para completar sua residência em neurologia no Columbia Presbyterian Medical Center.
Barrows ingressou no corpo docente da USC em 1960, chegando ao posto de Professor de Neurologia. Em 1971, ele se juntou à recém-fundada Faculdade de Medicina da Universidade McMaster, em Hamilton, Ontário, o que lhe permitiu inovar uma vez que instituições novas estão mais abertas a inovação, enquanto instituições antigas ficam presas a tradições e comandos de seus líderes comandatários.  Foi portanto, na McMaster que ele pôde desenvolver o currículo PBL. Com o sucesso, uma década depois, ele foi recrutado para atuar como Reitor Associado de Assuntos Educacionais na Faculdade de Medicina da Southern Illinois University (SIU), em Springfield, Illinois. Na SIU, ele foi fundamental no estabelecimento de um programa PBL baseado no currículo baseado em problemas da McMaster. Sob sua direção, a SIU se tornou um centro para o desenvolvimento de materiais didáticos PBL e treinamento de professores. Ele desempenhou um papel fundamental na criação do periódico Teaching and Learning in Medicine e atuou como editor associado por muitos anos. Ele também fundou o Instituto de Aprendizagem Baseada em Problemas em conjunto com o distrito escolar público local para promover o uso de PBL no ensino médio. Após sua aposentadoria em 1999, Barrows e sua esposa Phyllis retornaram para Hamilton, Ontário, ao lugar onde tudo começou.
Ao longo de sua longa e produtiva carreira, Barrows recebeu diversos prêmios e reconhecimentos que se estendem hoje a mais de 1 milhão de citações duas em artigos científicos  e a revolução que a PBL tem feito na educação. Ele foi o primeiro a receber o Prêmio John P. Hubbard do Conselho Nacional de Examinadores Médicos (NBME) em 1984 e mais tarde receberia o prêmio Abraham Flexner da Associação de Faculdades Médicas Americanas (AAMC).

## Inovações na educação médica
No início de sua carreira, Barrows conduziu pesquisas básicas sobre processos de raciocínio clínico, onde alunos são desafiados a siluções de atendimento onde o paciente é apresentado com sintomas, exames, suspeitas e o aluno vai desenvolveendo possíveis soluções. Quando ele ingressou na Faculdade de Medicina da McMaster, o currículo de graduação estava apenas em processo de elaboração. Barrows argumentou que o ensino da medicina deveria ser organizado de forma a emular o raciocínio de um profissional qualificado para os problemas reaisis do dia a dia. Em vez de apresentar informações aos alunos de uma forma descontextualizada e baseada na centralização da disciplina, que muitas vezes foge daqueilo que o aluno enfrentará em campo de trabalho,  Barrows propôs que os alunos deveriam ter permissão para se envolver com novas informações no contexto da resolução de problemas clínicos autênticos,. que raciocinassem e pesquisassem junto aos professores diversas materias ao mesmo tempo para resolver cada caso clínico Ao explorar um problema, os alunos de um currículo PBL identificam deficiências em sua compreensão de várias materias ao mesmo tempo, e buscariam resolver estas deficiências  para conseguir solucionar clinicamente o caso. Acredita-se que isso promova habilidades para o aprendizado ao longo da vida.

O Dr. J. Kevin Dorsey, reitor e reitor da Faculdade de Medicina da SIU, escreveu em um e-mail ao corpo docente e à equipe da escola que Barrows atuou, em 1982, a seu respeito: 
"foi pioneiro em ferramentas educacionais e métodos de aprendizagem que definiram o treinamento médico moderno, e muito de seu trabalho foi feito aqui".
Tradicionalmente, a avaliação da aprendizagem dos alunos na educação médica, e de outros cursos,  depende quase inteiramente de exames escritos como se a realidade fosse fazer provas. MasHoward  Barrows viu ser bem mais importante ser um profissional competente do que um aluno com boa memoria e bom uso de caneta e lapis, simplesmente saber responder uma prova teórica. O trabalho pioneiro de Barrows no treinamento de atores, de forma lúdica, viíida e didática,  para atuarem como pacientes simulados abriu as portas para uma nova maneira de avaliar habilidades clínicas. Pacientes simulados podem ser usados para testar as habilidades de interação e resolução de problemas dos alunos. Este tipo de avaliação “baseada no desempenho” foi agora incorporado com sucesso,  nos exames nacionais de licenciamento para todos os estudantes de medicina dos EUA.